# John Lewis & Partners
John Lewis & Partners (noto anche semplicemente come John Lewis) è una catena britannica di grandi magazzini  con sede a Londra. La catena prende il nome dal suo fondatore, John Lewis, che aprì un negozio di tessuti in Oxford Street nel 1864. Dopo il successo e l'espansione delle attività e l'acquisizione di altri negozi concorrenti, suo figlio, Spedan Lewis, fondò la partnership nel 1920. Ne seguì una rapida espansione della catena soprattutto nel secondo dopoguerra, fino agli attuali 42 negozi presenti nel Regno Unito.

## Struttura societaria
Insieme alla catena di supermercati Waitrose & Partners, costituisce la John Lewis Partnership. Si differenzia dalla maggioranza delle catene di grandi magazzini per essere strutturato nella forma di un partenariato, dove non vi sono azionisti ma invece tutti i dipendenti ricevono una parte del profitto realizzato dall'azienda a fine anno, oltre ad un regolare stipendio.